# Polyt V
Die Polyt V ist ein Schleppflugzeug der dänischen, flugwissenschaftlichen Gruppe Polyteknisk Flyvegruppe, das rein für den Flugzeugschlepp ausgelegt wurde. Der Prototyp flog 1970 zum ersten Mal.

## Geschichte und Konstruktion
Die Polyt V (auch Polyt 5) wurde von sechs dänischen Studenten unter der Leitung von Helge Petersen an der Technischen Universität Dänemarks (DTU) in Lyngby entwickelt. Der Bau erfolgte durch 20 Studenten der Polyteknisk Flyvegruppe (P.F.G.), die man mit einer deutschen „Akaflieg“ vergleichen kann.
Das Ziel war es, ein Flugzeug zu entwickeln, das für den Segelflugzeugschlepp optimiert wurde. Das einsitzige Flugzeug wurde als einmotoriger Tiefdecker mit nicht einziehbarem Bugradfahrwerk entworfen. Es wurde auf große Steigleistung bei niedriger Geschwindigkeit ausgelegt. Allerdings wurde der Spezialpropeller später durch ein Serienmodell von Hoffmann ersetzt, das bedeutend leiser war. Als fünfte Eigenentwicklung erhielt das Fluggerät die Bezeichnung Polyt V, wobei die Polyt IV nie über das Baustadium hinauskam. Das Flugzeug wurde unter OY-DHP in die Luftfahrzeugrolle eingetragen, der Erstflug fand am 12. April 1970 statt.

## Technische Daten
| Kenngröße             | Daten                                            |
| --------------------- | ------------------------------------------------ |
| Besatzung             | 1                                                |
| Länge                 | 6,20 m                                           |
| Spannweite            | 9,60 m                                           |
| Höhe                  | 2,60 m                                           |
| Flügelfläche          | 14,4 m²                                          |
| Flügelstreckung       | 6,4                                              |
| Leermasse             | 615 kg                                           |
| max. Startmasse       | 760 kg                                           |
| Reisegeschwindigkeit  | 185 km/h                                         |
| Höchstgeschwindigkeit | 200 km/h                                         |
| Dienstgipfelhöhe      | 5500 m                                           |
| Reichweite            | 360 km                                           |
| Triebwerke            | 1 × Avco Lycoming IO-360-A2B-Kolbenmotor; 150 kW |